# حسين العبري
حسين العبري، كاتب قصص قصيرة وروايات عماني من مواليد عام 1974، وهو طبيب مختص في الطب النفسي ويعمل بمستشفى الأمراض النفسية العام في مدينة مسقط. وله حتى الآن 5 روايات وبعض المقالات المنشورة والقصص القصيرة. وفاز في مهرجان "بيروت 39" التابع لمؤسسة "هاي فستيبال" بالتعاون مع وزارة الثقافة اللبنانية في ضمن نشاطات “بيروت عاصمة عالمية للكتاب" لعام 2009.

## مشواره الأدبي
ولد حسين العبري في ولاية الحمراء في عمان. وبدأ في كتابة القصص عندما كان في الجامعة إلى أن وصل للصحف المحلية ثم الصحف اليومية حتى نشر أول رواية له بعنوان «ديازيبام» عام 2000 .
يناقش حسين العبري في كتاباته قضايا اجتماعية وسياسية، فكتب حسين العبري رواية «الوخز» في عام 2005، والتي مُنع صدورها لفترة بسبب دخولها في متاهات أجهزة الأمن العماني. وكذلك رواية «سفينه الحمقى» 2015 التي تحكي عن المرضى النفسيين وما يواجهه الطبيب من معوقات في مستشفى لا تهتم بالصحة العامة. مما جعل هذه الرواية تسلط الضوء على الثقافة الواعية والقيم والمعايير الإنسانية.
ووسط كتاباته وأعماله قام حسين العبري بترجمة كتاب في الفلسفة بعنوان "ماذا يعني هذا كله؟" للكاتب توماس نايجل من اللغة الإنجليزية إلى العربية. ويعد ذلك أول عمل له في مجال الترجمة. وكانت هذه بداية له ليساهم في ترجمة أعمال أخرى مثل “إنسان النياندرتال: في البحث عن الجينومات الضائعة" والذي ألفه الكاتب سفانته بيبو وساهم في ترجمته حمد سنان الغيثي.

## جوائز
- حاز حسين العبري على وسام السلطان قابوس للأدب والفنون عام 2007.[2][6]

## مؤلفاته

### روايات
- ديازيبام، دار الحوار، 2000
- الوخز، مؤسسة الإنتشار العربى، 2005
- المعلقة الآخيره، مؤسسة الإنتشار العربى،2006
- الأحمر والأصفر، مؤسسة الإنتشار العربى، 2010
- سفينة الحمقى، دار سؤال، 2015

### أعمال أخرى
- رصاص من نحاس العدم، مؤسسه الإنتشار العربى، 2012
- نوافذة أغطيه وأشياء أخرى، دار الحوار للنشر والتوزيع، 2004

### ترجمات
- إنسان النياندرتال: في البحث عن الجينومات الضائعة، دار العرب، 2018
- ماذا يعنى هذا كله، دار سؤال، 2018